# Сулишок
Сулишо́к (каз. Сулышоқ) — село у складі району Магжана Жумабаєва Північноказахстанської області Казахстану. Входить до складу Успенського сільського округу.
Населення — 181 особа (2021; 162 у 2009, 256 у 1999, 249 у 1989).
Національний склад станом на 1989 рік:
- казахи — 100 %.